# صلیب سینه

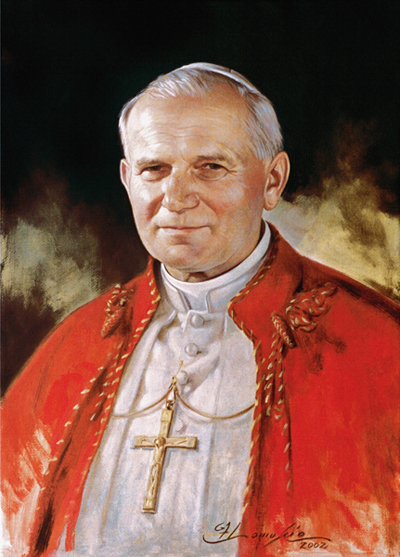
صلیب سینه بر گردن یک پاپ مسیحی

صلیب سینه (انگلیسی: Pectoral cross) صلیبی فلزی و تزئینی است که روی سینه پوشیده می‌شود و معمولاً توسط بند یا زنجیر از گردن آویخته می‌شود. 
در زمان‌های باستان و قرون وسطی هم روحانیون و هم افراد غیر مذهبی صلیب سینه می‌پوشیدند، اما با پایان قرون وسطی صلیب سینه نشانگر ویژه‌ای از موقعیت اسقف‌ها بود. در کلیسای کاتولیک، استفاده از صلیب سینه فقط به پاپ‌ها، کاردینال‌ها، اسقف‌ها و راهبان بزرگ محدود می‌شود. 
صلیب‌های امروزی سینه نسبتاً بزرگ‌اند و با صلیب‌های کوچکی که بسیاری از مسیحیان روی گردنبندها می‌بندند متفاوتند. بیشتر صلیب‌های سینه از فلزات گرانبها (پلاتین، طلا یا نقره) ساخته شده‌اند و بعضی از آنها حاوی گوهرهای گرانبها یا نیمه‌قیمتی هستند. بعضی از آنها دارای پیکره‌های مسیح مصلوب هستندو برخی دیگر از طرح‌ها و نمادهای مذهبی دیگر استفاده می‌کنند.